# Cát trắng Aquatope
Cát trắng Aquatope (Nhật: 白い砂のアクアトープ Hepburn: Shiroi suna no Akuatōpu) là một bộ anime truyền hình gốc do P.A. Works sản xuất và Shinohara Toshiya đạo diễn. Anime lên sóng từ tháng 7 đến tháng 12 năm 2021.

## Nội dung
Lấy bối cảnh tại Nanjō, Okinawa, câu chuyện kể về Misakino Kukuru, một nữ sinh cao trung 18 tuổi làm việc tại công viên thủy sinh Gamagama, và Miyazawa Fūka, người đã từ bỏ giấc mơ thần tượng của mình tại Tokyo và bỏ trốn đến Okinawa để trang trải cuộc sống mới đồng thời tìm một công việc tại thủy cung này.

## Nhân vật
Misakino Kukuru (海咲野くくる)
Lồng tiếng bởi: Itō Miku

Miyazawa Fūka (宮沢風花)
Lồng tiếng bởi: Aida Rikako

Teruya Tsukimi (照屋月美)
Lồng tiếng bởi: Waki Azumi

Kudaka Karin (久高夏凛)
Lồng tiếng bởi: Lynn

Nakamura Kai (仲村櫂)
Lồng tiếng bởi: Shimba Tsuchiya

Yakamashi Kūya (屋嘉間志空也)
Lồng tiếng bởi: Azakami Yōhei

Ojii (おじい Ojī)
Lồng tiếng bởi: Yanaka Hiroshi

Haebaru Chiyu (南風原 知夢)
Lồng tiếng bởi: Ishikawa Yui

Shimabukuro Kaoru (島袋薫)
Lồng tiếng bởi: Komatsu Mikako

Maeda Akari (真栄田朱里)
Lồng tiếng bởi: Yasuno Kiyono

Yonekura Marina (米倉マリナ)
Lồng tiếng bởi: Nao Tōyama

Higa Eiji (比嘉瑛士)
Lồng tiếng bởi: Nagano Yūsuke

Hoshino Akira (星野晃)
Lồng tiếng bởi: Terasoma Masaki

Suwa Tetsuji (諏訪哲司)
Lồng tiếng bởi: Hino Satoshi

Garandō Bondo (雅藍洞凡人)
Lồng tiếng bởi: Sakaguchi Shūhei

## Sản xuất và phát hành
Vào ngày 15 tháng 1 năm 2021, P.A.Works thông báo một dự án anime mới của hãng sẽ có tên là Shiroi suna no Aquatope. Shinohara Toshiya được phân làm đạo diễn, Kakihara Yūko phụ trách soạn kịch bản, U35 và Yuki Akiyama thiết kế nhân vật, Dewa Yoshiaki đảm nhận soạn phần nhạc nền. Bài hát mở đầu phim là "Tayutae, Nanairo" (たゆたえ、七色) được trình bày bởi Arcana Project, còn bài hát kết thúc phim, "Tsukiumi no Yurikago" (月海の揺り籠), do nhóm Mia REGINA biểu diễn. Bài hát mở đầu thứ hai có tên "Tomedonai Shiosai ni Bokutachi wa Nani wo Utau Darо̄ ka" (とめどない潮騒に僕たちは何を歌うだろうか), cũng do Acarna Project trình bày. Bài hát ending thứ hai, "Shingetsu no Da Capo" (新月のダ・カーポ), được biểu diễn bởi giọng ca Aizawa Risa.
Aniem được phát sóng trên Tokyo MX và các kênh khác từ ngày 9 tháng 7 năm 2021 và có tổng cộng 24 tập. Crunchyroll công chiếu anime bên ngoài khu vực châu Á. Muse Communication là đơn vị phát hành anime tại khu vực Nam Á và Đông Nam Á, anime được công chiếu tại Việt Nam trên kênh YouTube Muse Việt Nam với nhan đề Cát trắng Aquatope.

## Danh sách tập phim
| Tập | Tựa đề                                                                                         | Đạo diễn                      | Biên kịch          | Ngày phát sóng    |
| --- | ---------------------------------------------------------------------------------------------- | ----------------------------- | ------------------ | ----------------- |
| 1 | "Cá nhiệt đới, chạy mất rồi" "Nettaigyo, nigeta" (夏の果ての島)                                | Fuji Yassuo                   | Kakihara Yūko      | 9 tháng 7, 2021   |
| Cựu thần tượng Mizayawa Fūka từ bỏ sự nghiệp của mình tại Tokyo và bỏ trốn đến Okinawa để đi tìm niềm đam mê mới. Lạc đường và không có nơi để nương tựa, cô phải dừng chân và ngủ tạm tại bờ biển ven đường. Ngày hôm sau, Fūka gặp Kudaka Karin, người đã đưa cô đến Thủy cung Gamagama. Sau khi trải nghiệm một cảnh tượng kì lạ trước bể cá, Misakino Kukuru đưa cô đi tham quan một vòng thủy cung. Tập phim kết thúc với lời thỉnh cầu được làm việc cho thủy cung của Fūka. |                                                                                                |                               |                    |                   |
| 2 | "Công việc ướt đẫm của chúng ta" "Nureru no mo shigoto no uchi" (濡れるのも仕事のうち)         | Tomoaki Ōta                   | Kakihara Yūko      | 16 tháng 7, 2021  |
| Sau khi đáp ứng lời yêu cầu làm việc cho thủy cung của Fūka, Kukuru sắp xếp cho cô tạm trú lại nhà của ông bà mình. Vì cảm thấy thiếu thốn nhân lực, Kukuru quyết định mời thêm người từ một tiệm ăn gần nhà. Ngày hôm sau, Fūka trở thành nhân viên chính thức của thủy cung. Tuy nhiên, ngày đầu làm việc không suôn sẻ khi cô gặp tai nạn trong lúc cho đàn chim cánh cụt ăn. Cũng vì thế, Kukuru đã phải chỉ ra lỗi sai của Fūka để cô rút kinh nghiệm lần sau. |                                                                                                |                               |                    |                   |
| 3 | "Sinh mệnh bắt đầu từ đại dương" "Inochi wa, umi kara" (いのちは、海から)                      | Ichimura Tetsuo               | Kakihara Yūko      | 23 tháng 7, 2021  |
| Theo thời gian, Fūka dần thích ứng với môi trường làm việc tại thủy cung và có thể hoàn thành công việc tốt hơn. Cùng với sự góp mặt của nam nhân viên mới tên Nakamura Kai, một người bạn của Kukuru. Fūka được nghe kể về hoàn cảnh và quá khứ của Kukuru lúc nhỏ. Để kiểm tra chân của một con chim cánh cụt, thủy cung đã gọi nữ bác sĩ thú y tên Takeshita đến, nhưng không may cô bị vỡ ối vì đang mang thai. May mắn, Takeshita được đưa đi cấp cứu kịp thời và sinh thành công sau khi chứng kiến một cảnh tượng kì bí tại thủy cung. |                                                                                                |                               |                    |                   |
| 4 | "Cá nhiệt đới đi ủng" "Nagagutsu o haita nettaigyo" (長靴をはいた熱帯魚)                       | Abe Yuriko                    | Chiba Misuzu       | 30 tháng 7, 2021  |
| 5 | "Chuyến viếng thăm của mẹ" "Haha no raihō" (母の来訪)                                          | Honma Osamu                   | Kakihara Yūko      | 6 tháng 8, 2021   |
| 6 | "Bản hòa âm của đồ ngọt" "Suītsu Rapusodi / Sweet Rhapsody" (スイーツ ラプソディ)              | Ōishi Yasuyuki                | Chiba Misuzu       | 13 tháng 8, 2021  |
| 7 | "Cạn chén bằng kem" "Aisu de kanpai" (アイスで乾杯)                                            | Noshitani Mitsutaka           | Kakihara Yūko      | 20 tháng 8, 2021  |
| 8 | "Tai họa cua" (crab crisis)                                                                    | Fujio Yasuo                   | Chiba Misuzu       | 27 tháng 8, 2021  |
| 9 | "Thích khách lọ lem" "Shikaku no shinderera" (刺客のシンデレラ)                                | Takamura Akira                | Kakihara Yūko      | 3 tháng 9, 2021   |
| 10 | "Ảo ảnh của sự ruồng bỏ" "Okizari no maboroshi" (置き去りの幻)                                 | Sasaki Noriyoshi              | Yamada Yuka        | 10 tháng 9, 2021  |
| 11 | "Hồi kết của việc cố thủ" "Rōjō no hate" (籠城の果て)                                          | Abe Yuriko                    | Chiba Misuzu       | 17 tháng 9, 2021  |
| 12 | "Đại dương của chúng ta là bất tận" "Watashitachi no umi wa owaranai" (私たちの海は終わらない) | Tanaka Chihaya Ōta Tomoaki    | Kakihara Yūko      | 24 tháng 9, 2021  |
| 13 | "Tingarla, nơi biển cả xa xăm" "Umi no haruka na Tingāra" (海の遥かなティンガーラ)             | Ōta Tomoaki                   | Kakihara Yūko      | 1 tháng 10, 2021  |
| 14 | "Người đuổi theo chim cánh cụt" "Peguin Chaser (Pengin Cheisā)" (ペンギンチェイサー)           | Ichimura Tetsuo               | Yamada Yuka        | 8 tháng 10, 2021  |
| 15 | "Cuộc tranh luận lớn về sên biển" "Umiushi dai ronsen" (ウミウシ大論戦)                        | Takamura Akira                | Chiba Misuzu       | 15 tháng 10, 2021 |
| 16 | "Cổ vũ cho bạn, người đầy thương tích" "Kizu-darake no kimi ni ēru o" (傷だらけの君にエールを) | Noshiya Mitsutaka             | Kakihara Yūko      | 22 tháng 10, 2021 |
| 17 | "Chốn thư giãn - Cơn Gió Sứa" "Kutsurogi sho kurage kaze" (くつろぎ処 海月風)                  | Suganuma Fumihiko             | Chiba Misuzu       | 29 tháng 10, 2021 |
| 18 | "Khi ngọn đèn thắp sáng" "Akari no tomoru toki" (あかりの灯るとき)                             | Sakai Hayako                  | Yamada Yuka        | 5 tháng 11, 2021  |
| 19 | "Tạm biệt, giày cao gót" "Sayonara Hai Hīru" (さよならハイヒール)                              | Noriyoshi Sasaki              | Hitomi Ogawa       | 12 tháng 11, 2021 |
| 20 | "Sinh vật lạc lối" "Maigo no Purankuton" (迷子のプランクトン)                                  | Yūko Kakihara                 | Tetsuo Ichimura    | 19 tháng 11, 2021 |
| 21 | "Giấc mơ của rùa biển" "Burū Tātoru no Yume" (ブルー・タートルの夢)                            | Tomonori Mine                 | Yasuhiro Nakanishi | 26 tháng 11, 2021 |
| 22 | "Sự trở lại đầy kiên quyết" "Kakugo no Kikan" (覚悟の帰還)                                     | Chihaya Tanaka                | Misuzu Chiba       | 3 tháng 12, 2021  |
| 23 | "Tương lai của Thủy cung" "Suizokukan no Mirai" (水族館の未来)                                 | Yuriko Abe                    | Yuka Yamada        | 10 tháng 12, 2021 |
| 24 | "Cát trắng Aquatope" "Shiroi Suna no Akuatōpu" (白い砂のアクアトープ)                          | Tomoaki Ōta Toshiya Shinohara | Yūko Kakihara      | 17 tháng 12, 2021 |
| Sau khi Kukuru có một giấc mơ về việc lớn lên với Gama Gama, cô ấy và Fūka tiến đến cái cây và cúng dường Kijimunaa. Sau khi dỡ cá xuống mái vòm White Sand, họ làm thẻ cho khách và một tấm biển chào mừng tương tự như tấm biển được sử dụng ở Gama Gama. Ngày hôm sau, đám cưới ở White Sand dome diễn ra thành công tốt đẹp. Sau đó, nhiều người khác, bao gồm Tsukimi, Kai, Maho và Rui đến Tingarla. Kukuru gặp ông bà của cô ấy và xin lời khuyên của Ojii. Anh ấy nói rằng tương lai là tùy thuộc vào cô ấy. Trong mái vòm Cát Trắng, Fūka và Kukuru chia sẻ một khoảnh khắc trước khi có một thị kiến, với linh hồn của cha mẹ Kukuru và em gái chưa sinh của cô ấy. Căn phòng của Fūka chật cứng khi cô quyết định khởi hành đến Waihana. Cô chào tạm biệt Kukuru tại sân bay. Ở Tingarla và Waihana, cả hai nghĩ về mục tiêu của mình và hy vọng sẽ hướng tới. Hai năm sau, Kukuru tích cực hơn khi làm việc trong lĩnh vực tiếp thị, hiện có biệt danh là "Nekton". Maeda được thuê toàn thời gian làm công việc tiếp thị, trong khi Kai trở thành nhân viên phục vụ cho đội chim cánh cụt, còn Marina chuyển sang đội rái cá, và Tsukimi trở thành đầu bếp tại Tingarla. Khi Kaoru và Fūka trở về từ Hawaii, Fūka yêu cầu họ dừng lại ở đâu đó thật nhanh. Cô ấy đi đến cái cây và cúng dường Kijimunaa. Kukuru tìm thấy cô ấy ở đó và họ ôm nhau, hạnh phúc khi được đoàn tụ sau hai năm. Trong một cảnh post credit, Kukuru đi dạo cùng Fūka, nói với cô ấy rằng tên của cô ấy có nghĩa là "Hoa gió", dùng để chỉ tuyết rơi lất phất vào một ngày nắng đẹp ở Okinawa. |                                                                                                |                               |                    |                   |